# Исесаки
Исесаки е град в префектура Гунма, Япония. Населението му е 210 614 жители (по приблизителна оценка от октомври 2018 г.), а площта e 139,33 кв. км. Намира се в часова зона UTC+9. Основан е през 1940 г.

## Побратимени градове
- Спрингфийлд (Мисури, САЩ)
- Мааншан (Китай)